# Памятник солдатам правопорядка, погибшим при исполнении служебного долга
Памятник сотрудникам внутренних дел, солдатам правопорядка, погибшим при исполнении служебного долга установлен в 1994 году в Москве на Трубной площади. Авторы монумента — скульптор А. А. Бичуков и архитектор А. В. Климочкин. Общая высота памятника составляет 32,5 м. Памятник относится к категории «городская скульптура».

## Описание
Памятник схож со знаменитым Александрийским столпом, стоящим на Дворцовой площади в Санкт-Петербурге. Он представляет собой высокую колонну из красного полированного гранита. Колонна увенчана бронзовой дорической капителью, на которой стоит бронзовая скульптура Георгия Победоносца, протыкающего копьём змея. В основании колонны — гранитный постамент, на каждой из четырёх граней которого находятся бронзовые барельефы.
На барельефе «Пьета» с лицевой стороны изображена скорбящая мать, держащая на руках погибшего сына. Вокруг стоят воины. Выше, на лицевой стороне колонны — надпись накладными бронзовыми буквами «Благодарная Россия солдатам правопорядка, погибшим при исполнении служебного долга».
По словам скульптора А. А. Бичукова, этим памятником он хотел донести мысль, что «Россия державна и велика, есть и будет». Памятник послужил прообразом для приза Московского международного кинофестиваля.
Ежегодно 10 ноября в день сотрудника органов внутренних дел к памятнику возлагают цветы.